# DeviceNet
DeviceNet es un protocolo de comunicación usado en la industria de la automatización para interconectar dispositivos de control para intercambio de datos. Este usa Bus CAN como tecnología Backbone y define una capa de aplicación para cubrir un rango de perfiles de dispositivos. Las aplicaciones típicas incluyen dispositivos de intercambio, dispositivos de seguridad grandes redes de control con E/S.

## Historia
DeviceNet fue originalmente desarrollado por la compañía americana Allen-Bradley (ahora firma de Rockwell Automation).